# Izabela Jaruga-Nowacka

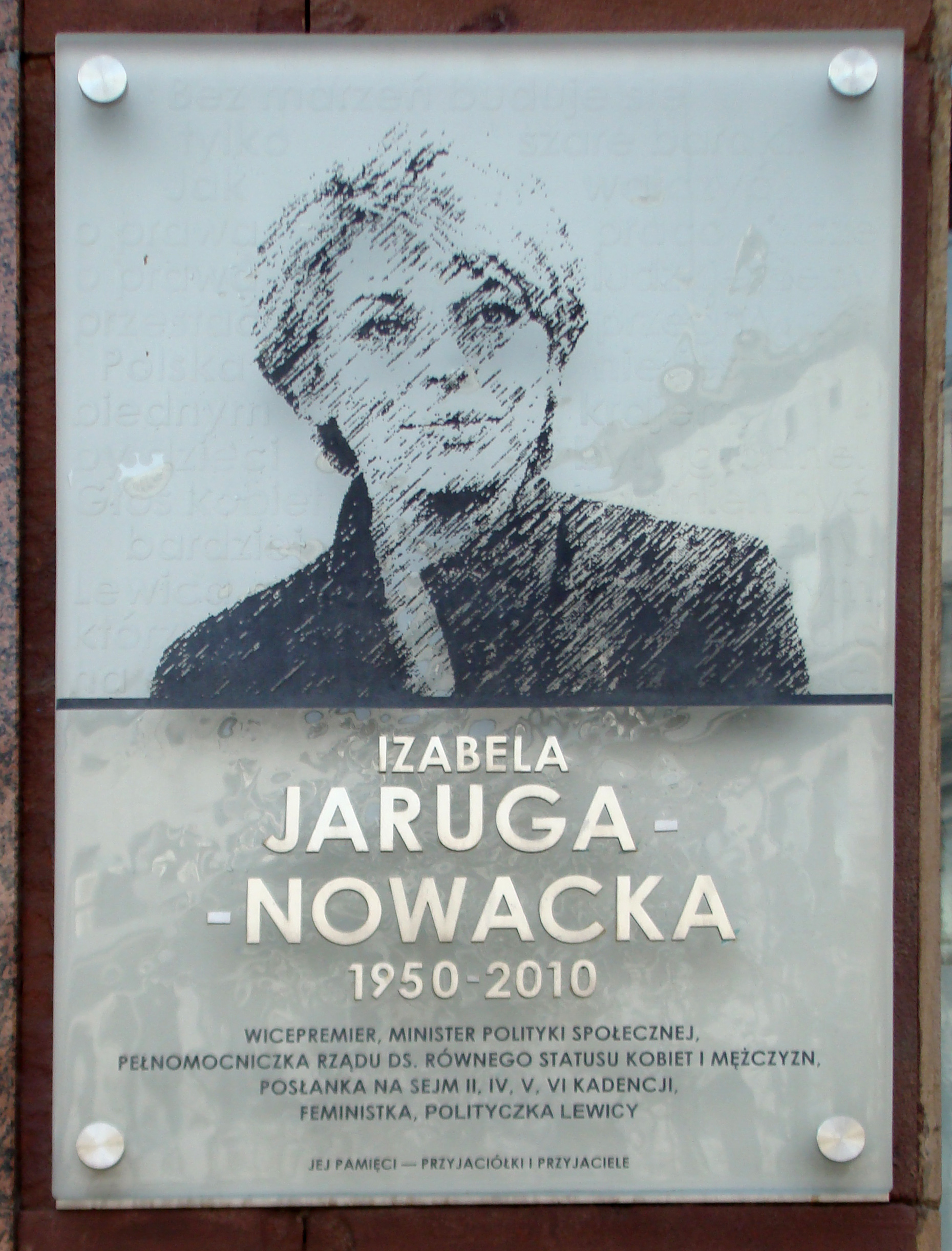
Tablica poświęcona Izabeli Jarudze-Nowackiej

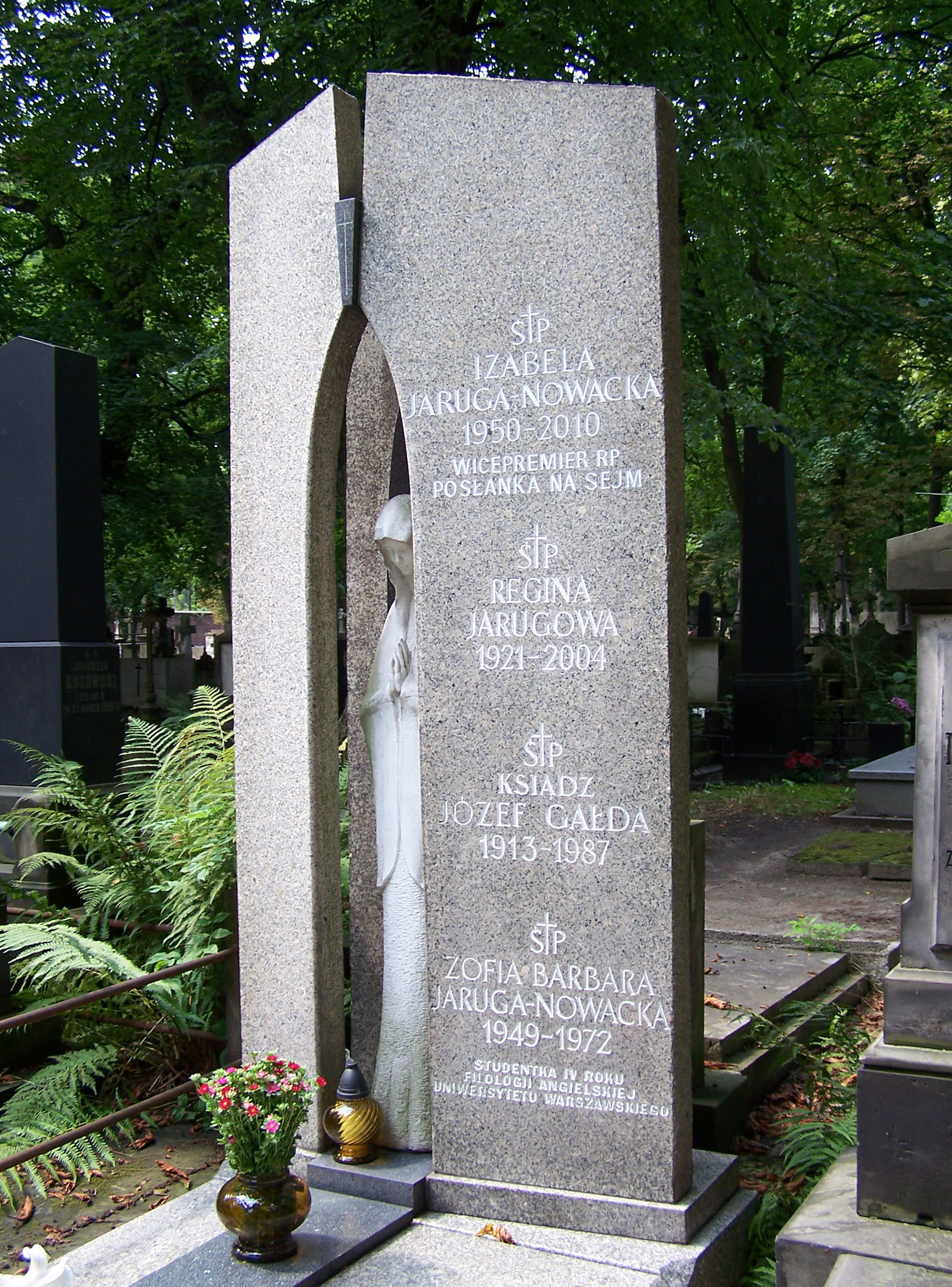
Grób Izabeli Jarugi-Nowackiej na cmentarzu Powązkowskim w Warszawie

Izabela Walentyna Jaruga-Nowacka (ur. 23 sierpnia 1950 w Gdańsku, zm. 10 kwietnia 2010 w Smoleńsku) – polska polityczka i działaczka społeczna.
Z wykształcenia była etnografką. Aktywność publiczną rozpoczęła w latach 80. w organizacjach feministycznych. Działała na rzecz równouprawnienia kobiet, mniejszości, a także na rzecz państwa neutralnego światopoglądowo. Była posłanką na Sejm II, IV, V i VI (1993–1997, 2001–2010) kadencji, przewodniczącą Unii Pracy i Unii Lewicy. W latach 2001–2004 była pierwszym pełnomocnikiem rządu do spraw równego statusu kobiet i mężczyzn, następnie wicepremierem w pierwszym i drugim rządzie Marka Belki, w drugim z nich była również ministrem polityki społecznej. Zginęła 10 kwietnia 2010 w katastrofie polskiego samolotu Tu-154 w Smoleńsku.

## Życiorys

### Wykształcenie i działalność zawodowa
Absolwentka XXVIII Liceum Ogólnokształcącego im. Jana Kochanowskiego w Warszawie. Ukończyła studia etnograficzne na Uniwersytecie Warszawskim, później pracowała w Instytucie Polityki Naukowej i Szkolnictwa Wyższego (1974–1976) i Instytucie Krajów Socjalistycznych Polskiej Akademii Nauk (1976–1986).

### Kariera polityczna
W okresie PRL nie należała do organizacji politycznych. Aktywność polityczną rozpoczęła od działań związanych z obroną praw człowieka, w tym szczególnie praw kobiet. Od połowy lat 80. działała w Lidze Kobiet Polskich. Przez dwie kadencje pełniła funkcję przewodniczącej zarządu głównego tej organizacji. W 1991 przystąpiła do Ruchu Demokratyczno-Społecznego, z którego listy wyborczej w tym samym roku bezskutecznie kandydowała w wyborach parlamentarnych.
W 1993 z listy Unii Pracy została posłanką na Sejm II kadencji. Pełniła funkcję wiceprzewodniczącej sejmowej Komisji Edukacji, Nauki i Postępu Technicznego. Była jedną z dwóch posłanek wchodzących w skład delegacji Sejmu RP do Zgromadzenia Parlamentarnego Rady Europy. Przewodniczyła też polsko-mongolskiej grupie parlamentarnej (Mongolią zajmowała się naukowo pracując w Polskiej Akademii Nauk). W wyborach w 1997 nie uzyskała reelekcji. W wyborach samorządowych w 1998 bezskutecznie kandydowała do rady powiatu warszawskiego z listy koalicji Przymierze Społeczne. 
Do Sejmu ponownie została wybrana w 2001, uzyskała mandat w okręgu gdyńskim z listy koalicji Sojusz Lewicy Demokratycznej – Unia Pracy liczbą 23 666 głosów. Przez dwa miesiące była członkinią Komisji Kultury i Środków Przekazu. 29 listopada 2001 została sekretarzem stanu w Kancelarii Prezesa Rady Ministrów w rządzie Leszka Millera, miesiąc później objęła stanowisko pełnomocnika rządu do spraw równego statusu kobiet i mężczyzn. Pracowała nad przyjęciem przez rząd w 2002 II Krajowego Programu Działań na Rzecz Kobiet.
W pierwszym i drugim rządzie Marka Belki obejmowała stanowiska ministra-członka Rady Ministrów oraz wicepremiera. Zgodnie z rozporządzeniem premiera do jej zadań należała m.in. koordynacja prac Rady Ministrów w zakresie polityki społecznej, równego statusu kobiet i mężczyzn oraz przeciwdziałania dyskryminacji, sprawowanie nadzoru nad działalnością Rządowego Centrum Studiów Strategicznych oraz pełnomocnika rządu do spraw równego statusu kobiet i mężczyzn. W listopadzie 2004 przestała być ministrem bez teki, przeszła wówczas na stanowisko ministra polityki społecznej.
Z Unii Pracy odeszła w kwietniu 2005, zakładając nową partię o nazwie Unia Lewicy. Była członkinią komitetu wyborczego Włodzimierza Cimoszewicza w wyborach prezydenckich w 2005. W wyborach do Sejmu w tym samym roku po raz trzeci została posłanką, kandydując z listy Sojuszu Lewicy Demokratycznej. W październiku tegoż roku zakończyła pełnienie funkcji rządowych. W grudniu 2005 wystąpiła z Unii Lewicy, pozostając osobą bezpartyjną.
W wyborach parlamentarnych w 2007 po raz czwarty uzyskała mandat poselski, kandydując z listy koalicji Lewica i Demokraci i otrzymując 14 827 głosów. Od kwietnia 2008 zasiadała w klubie Lewica.
Zginęła 10 kwietnia 2010 w katastrofie polskiego samolotu Tu-154M w Smoleńsku w drodze na obchody 70. rocznicy zbrodni katyńskiej. Jej ciało zostało poddane kremacji. Uroczystości pogrzebowe odbyły się 22 kwietnia 2010 w kościele św. Karola Boromeusza. Izabela Jaruga-Nowacka została pochowana na cmentarzu Powązkowskim w Warszawie (kwatera 176-5-5).

### Działalność i poglądy
Działała na rzecz równouprawnienia kobiet (uczestniczyła w tzw. Manifach), państwa neutralnego światopoglądowo oraz zapewnienia równych szans startu życiowego młodzieży poprzez dostępność edukacji. Deklarowała poglądy feministyczne. Wraz ze Zbigniewem Bujakiem prowadziła w 1991 akcję na rzecz referendum w sprawie karalności przerywania ciąży. Uczestniczyła w demonstracjach na rzecz praw osób LGBT.
Określała się jako „polityczka”, „ministra”, „wicepremierka”. Promowała wprowadzanie i upowszechnianie żeńskich form językowych dla nazywania tego rodzaju wysokich stanowisk politycznych.

## Wyniki w wyborach ogólnopolskich
| Wybory | Komitet wyborczy  | Komitet wyborczy                          | Organ            | Okręg        | Wynik          |
| ------ | ----------------- | ----------------------------------------- | ---------------- | ------------ | -------------- |
| 1991   |                   | Ruch Demokratyczno-Społeczny              | Sejm I kadencji  | nr 1         | 204 (0,03%)    |
| 1993   |                   | Unia Pracy                                | Sejm II kadencji | nr 41        | 2642 (1,90%)   |
| 1997   | Sejm III kadencji | Unia Pracy                                | nr 11            | 5530 (0,97%) |                |
| 2001   |                   | Sojusz Lewicy Demokratycznej – Unia Pracy | Sejm IV kadencji | nr 26        | 23 666 (6,14%) |
| 2005   |                   | Sojusz Lewicy Demokratycznej              | Sejm V kadencji  | nr 26        | 10 492 (2,84%) |
| 2007   |                   | Lewica i Demokraci                        | Sejm VI kadencji | nr 26        | 14 827 (2,94%) |

## Odznaczenia, wyróżnienia i upamiętnienie
16 kwietnia 2010 została pośmiertnie odznaczona Krzyżem Komandorskim z Gwiazdą Odrodzenia Polski.
W 2001 uhonorowana nagrodą Tęczowego Lauru (za odwagę w głoszonych poglądach i wsparcie udzielane inicjatywom służącym przełamywaniu nietolerancji i ograniczoności społeczeństwa).
W 2010 odsłonięto poświęconą jej tablicę pamiątkową na gmachu Ministerstwa Pracy i Polityki Społecznej w Warszawie. W 2011 została założona Fundacja im. Izabeli Jarugi-Nowackiej, promująca działania równościowe i przeciwdziałająca wykluczeniu. W 2017 jej imieniem nazwane zostało rondo w Słupsku.
Poświęcono jej również publikację pt. Drogi równości. Izabela Jaruga-Nowacka – polityk, feministka, działaczka lewicy.

## Życie prywatne
Córka Nikodema i Reginy. Była żoną Jerzego Nowackiego, rektora Polsko-Japońskiej Akademii Technik Komputerowych w Warszawie. Miała dwie córki: Barbarę i Katarzynę.

## Publikacje
- Izabela Jaruga-Nowacka, Alfabet Jarugi-Nowackiej, Instytut Wydawniczy „Książka i Prasa”, Warszawa 2005, ISBN 83-88353-76-4.
- Izabela Jaruga-Nowacka, Kobieca strona polityki, w: Jan Osiecki, Polaków rozmowy o polityce, Prószyński i S-ka, Warszawa 2010, ISBN 978-83-7648-469-3.